# Єньківська волость
Єньківська волость — адміністративно-територіальна одиниця Хорольського повіту Полтавської губернії з центром у селі Єньки.
Старшинами волості були:
- 1900 року козак Семен Васильович Чужка[1];
- 1904 року козак Петро Лукич Бован[2];
- 1913—1915 роках селянин Маркіян Прокопович Бровко[3],[4].